# 데이비드 버크
데이비드 버크(David Burke, 1934년 5월 25일 ~ )는 잉글랜드의 배우이다.

## 출연 작품
- 영 메시아 (2016)
- 우먼 인 블랙 (2012)
- 썸머 하우스 (2008)
- 레오 (2002)
- 웨이킹 더 데드 (2000)
- 바이브레이션 (1995)
- 메즈머 (1994)
- 더 빌 (1984)
- 셜록 홈즈 - 시리즈 (1984)
- 리처드 3세의 비극 (1983)
- 헨리 6세 - 1부 (1983)
- 헨리 6세 - 2부 (1983)
- 겨울 이야기 (1980)
- 에스더 워터스 (1977)
- 크라운 코트 (1972)
- 더 웬즈데이 플레이 (1964)
- Z 카스 (1962)
- 코로네이션 스트리트 (1960)